# Хрущёв, Степан Иванович
Степан Иванович Хрущёв (Хрущов) — стряпчий и воевода в правление царя Алексея Михайловича.

## Биография
Представитель дворянского рода Хрущёвых. Младший сын каширского городового дворянина и воеводы яранского Ивана Ивановича Хрущёва (? — 1657). Старший брат — воевода Кецкий и Томский Даниил Иванович Хрущёв.
Первоначально С. И. Хрущёв получил чин стряпчего. В 1664—1665 годах находился на службе в Белгороде.

В 1669—1671 годах — полковой воевода в Козлове. В 1670 году Хрущёв имел сражение с повстанцами-разинцами в Тамбовском уезде. Командовал повстанческими силами атаман Никифор Черток, дядя Степана Разина. Сохранилась отписка козловского воеводы С. И. Хрущова - тамбовскому воеводе, думному дворянину Я.Т. Хитрово, в Шацк о сражении его с восставшими под Челнавским городком 17 ноября 1670 года: 
Господину Якову Тимофеевичю Степан Хрущов челом бьет. В нынешнем, господине, во 179-м году [ 1670 г.], ноября в 17 день под Челнавским за речкою Челнавою с воровскими казаками и Танбова города и Танбовского уезду и Лысогорскова острошку с-ызменники был у меня, господине, бой с полудни до начи. И на том бою воровские казаки изменники отбили 2 пушки. Да на том же бою козловцы служилые люди взяли дву мужиков Танбовского уезду села Вихляйки, да Лысогорского острошку Козаков. А в роспросе, господине, передо мною те казаки сказывали. — Воровских де казаков и изменников в зборе в Лысогорском острошке с лысагорскими жильцы тысячи з 2 и больши, да под Танбовом де тысячи з 10, приступают де, господине, к Танбову и ждут де к себе на помочь с Хопра и з Дону данских Козаков. А приступам де, господине, в Танбове те воровские казаки и изменники в остроге сажгли 2 башни да 3 прясла островных» да в остроге двор подьячева, домы Алтухова, да ряд весь выжгли ж. А взяв де, господине, Танбов, те воровские козаки и танбовские изменники хотят приходить для приступу под Козлов и под-ыные государевы городы. И тебе б, господине, се вести были ведомы. А з сею отпискою послал я к тебе нарочна козловцав Говрилу Чорнава, Исая Куропова, станичники Якушку Кузнецова того ж числа.
В январе 1672 году Степан Иванович Хрущёв был назначен воеводой в Нежин. Горожане были недовольны его правлением и стали жаловаться на него в Москву. 30 октября 1672 года нежинской протопоп Симеон Адамович в челобитной царю писал: «Бога ради, воеводу нам в Нежин посылайте добра человека. Степан Иванович Хрущев не по Нежину воевода; дайте нам такова, как Иван Иванович (И. И. Ржевский), и последний бы с ним ныне за великого государя рад умрети; а с ним не дай. Господи, в осаде <…> сести». Подьячий Иван Матвеев жаловался в Малороссийский приказ, что воевода живет «не по указу», часто ездит по гостям, бывает пьян, а также выезжает со своими людьми за город для стрельбы из луков. В царской грамоте на имя Хрущева от 12 июня 1673 года последовало предупреждение, что если тот и впредь учнет «жить небрежно», окажется «в опале, и в жестоком наказании, и в разорении безо всякие пощады».
Владел поместьями в Каширском и Вологодском уездах.
Оставил после себя двух сыновей и дочь:
- Иван Степанович Хрущев, стряпчий (1682) и каширский помещик (1688)[1]
- Фёдор Степанович Хрущев, стольник (1692—1703)[4]
- Мария Степановна Хрущева[4]